# 麦斯·克里斯托弗森
马德斯·克里斯托弗森（丹麥語：Mads Christophersen，1997年8月24日—），丹麥男子羽毛球運動員。

## 簡歷
2018年1月，马德斯·克里斯托弗森出戰瑞典羽毛球公開賽，在男子單打比賽決賽中以0比2（15-21、11-21）不敵印度的赛达斯·普拉塔普·辛格，拿得亞軍。

## 主要比賽成績
只列出曾進入準決賽的國際賽事成績：
| 年份   | 賽事                       | 公開賽級別 | 項目     | 成績   |
| ------ | -------------------------- | ---------- | -------- | ------ |
| 2016年 | 斯洛文尼亞羽毛球國際賽     | 國際系列賽 | 男子單打 | 準決賽 |
| 2018年 | 瑞典羽毛球公開賽           | 國際系列賽 | 男子單打 | 亞軍   |
| 2018年 | 西班牙羽毛球國際賽         | 國際挑戰賽 | 男子單打 | 準決賽 |
| 2019年 | 荷蘭羽毛球國際賽           | 國際系列賽 | 男子單打 | 亞軍   |
| 2019年 | 波蘭羽毛球國際賽           | 國際系列賽 | 男子單打 | 冠軍   |
| 2021年 | 奧爾良羽毛球大師賽         | 超級100賽  | 男子單打 | 亞軍   |
| 2021年 | 愛爾蘭羽毛球公開賽         | 國際挑戰賽 | 男子單打 | 亞軍   |
| 2021年 | 威爾斯羽毛球國際賽         | 國際挑戰賽 | 男子單打 | 準決賽 |
| 2022年 | 盧森堡羽毛球公開賽         | 國際系列賽 | 男子單打 | 冠軍   |
| 2022年 | 丹麥羽毛球大師賽           | 國際挑戰賽 | 男子單打 | 準決賽 |
| 2022年 | 南特羽毛球國際挑戰賽       | 國際挑戰賽 | 男子單打 | 冠軍   |
| 2022年 | 荷蘭羽毛球公開賽           | 國際挑戰賽 | 男子單打 | 冠軍   |
| 2022年 | 威爾斯羽毛球國際賽         | 國際挑戰賽 | 男子單打 | 冠軍   |
| 2023年 | 丹麥羽毛球大師賽           | 國際挑戰賽 | 男子單打 | 準決賽 |
| 2023年 | 比利時羽毛球國際賽         | 國際挑戰賽 | 男子單打 | 準決賽 |
| 2023年 | 蘇格蘭羽毛球公開賽         | 國際挑戰賽 | 男子單打 | 冠軍   |
| 2023年 | 阿布達比羽毛球大師賽       | 超級100賽  | 男子單打 | 冠軍   |
| 2024年 | 歐洲羽毛球男女子團體錦標賽 | 其他       | 男子團體 | 冠軍   |
| 2024年 | 丹麥羽毛球國際挑戰賽       | 國際挑戰賽 | 男子單打 | 準決賽 |
| 2024年 | 比利時羽毛球國際賽         | 國際挑戰賽 | 男子單打 | 亞軍   |
| 2024年 | 荷蘭羽毛球公開賽           | 國際挑戰賽 | 男子單打 | 冠軍   |
| 2025年 | 丹麥羽毛球國際挑戰賽       | 國際挑戰賽 | 男子單打 | 準決賽 |

| 2007-2017年 | 首要超級賽 | 超級賽 | 黃金大獎賽 | 大獎賽 | 國際挑戰賽 | 國際系列賽 | 未來系列賽 | 其他 |

| 2018-2026年 | 總決賽 | 超級1000賽 | 超級750賽 | 超級500賽 | 超級300賽 | 超級100賽 | 國際挑戰賽 | 國際系列賽 | 未來系列賽 | 其他 |